# 천황 백제인설
천황 백제인설은 6~7세기경 백제의 왕족이 일본으로 건너가 일본의 천황이 되었다는 설이다.

## 배경
5세기까지 일본은 한나라와 한국, 특히 백제와 많은 교류를 했으며, 유전적인 혈통도 서로 비슷해졌다. 하지만 교류는 상호적인 것이며 어느 정도였는지는 밝혀져 있지 않다.
역사서 쇼쿠니혼기(속일본기)에 따르면 간무 천황의 어머니는 백제 무령왕의 후손이다. 간무 천황의 직계 후손인 상황 아키히토는 2001년 12월 23일 기자 회견에서 "한국과의 인연을 느끼고 있다"면서 천황으로는 처음으로 이를 인정하는 말을 했다. 

## 가설
한국외국어대의 홍윤기 교수는 게이타이 천황이 동성왕의 아들이며 곧 무령왕의 동생이라고 믿는다. 이와는 별개로 백제 성왕이 긴메이 천황과 동일 인물이라는 가설도 내놓았다. 540년(성왕 18) 고구려를 공격하다 패한 성왕이 왜로 망명해 천황이 되었다는 것이다.

## 같이 보기
- 일선동조론
- 일류동조론